# 1976 في الأوروغواي
فيما يلي قوائم الأحداث التي وقعت خلال عام 1976 في الأوروغواي.

## سياسة

### تعيين في المنصب
- 1 سبتمبر – أباريسيو مينديس رئيس الأوروغواي.

### انتهاء فترة المنصب
- 12 يونيو – خوان ماريا بوردابيري رئيس الأوروغواي.

## مواليد

### مارس
- 4 يوليو – مارسيلو روميرو لاعب كرة قدم أوروغواياني.[1][1]

### أبريل
- 27 أبريل – والتر باندياني لاعب كرة قدم أوروغواياني.[2]

### يوليو
- 4 يوليو – مارسيلو روميرو لاعب كرة قدم أوروغواياني.[1][1]
- 19 يوليو – غونزالو دي لوس سانتوس لاعب كرة قدم أوروغواياني.[3]

### أغسطس
- 28 أغسطس – فيديريكو ماغايانيس لاعب كرة قدم أوروغواياني.
- 30 أغسطس – كريستيان غونزالس[4]

### أكتوبر
- 17 أكتوبر – سيباستيان أبريو لاعب كرة قدم أوروغواياني.

## وفيات

### مايو
- 20 مايو – هكتور غوتيريز رويز (مواليد 1934) سياسي أوروغواياني.

### ديسمبر
- 25 ديسمبر – كوندويلو بيريز (مواليد 1905) لاعب كرة قدم أوروغواياني.